# Composició de funcions
En matemàtiques, la funció composició és l'aplicació d'una funció al resultat d'una altra. Per exemple, les funcions f: X → Y i g: Y → Z es poden compondre aplicant primer f a un argument x i llavors aplicant g al resultat.
Així s'obté una funció g∘f: X → Z definida com (g∘f)(x) = g(f(x)) per a tot x de X. La notació g∘f segons alguns autors es llegeix com "f composta amb g", i segons altres autors com "composició de g amb f". En aquest aspecte ha aparegut alguna notació alternativa.

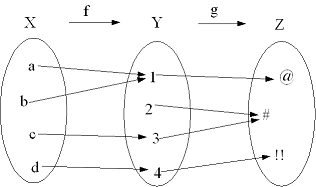
g∘f, la composició de f i g

La composició de funcions és sempre associativa. És a dir, si f, g, i h són tres funcions amb dominis i codominis adequadament triats, llavors f∘(g∘h) = (f∘g)∘h. Com que no hi ha cap distinció en l'elecció del lloc on se situen els parèntesis, es poden ometre amb seguretat.
Es diu que les funcions g i f commuten entre elles si g∘f = f∘g. En general la composició de funcions no és commutativa. La commutabilitat en la composició és una propietat especial, que només es dona en funcions particulars i sovint només en circumstàncies especials. Per exemple, {\displaystyle \left|x\right|+3=\left|x+3\right|\,} només quan {\displaystyle x\geq 0}. Un cas especial és considerar una funció i la seva inversa, que sempre commuten i la seva composició és la funció identitat.
Les derivades de composicions de funcions derivables es poden calcular emprant la regla de la cadena. Derivades d'ordre superior d'aquest tipus de funcions s'obtenen per la Fórmula de Faà di Bruno.

## Definició
De manera formal, donades dues funcions:
{\displaystyle {\begin{array}{rccl}f:&X&\longrightarrow &Y\\&x&\longmapsto &y=f(x)\end{array}}}
i
{\displaystyle {\begin{array}{rccl}g:&Y&\longrightarrow &Z\\&y&\longmapsto &z=g(y)\end{array}}}
on la imatge de f està continguda al domini de g, es defineix la funció composició de f amb  g (noteu que les funcions s'anomenen en l'ordre d'aplicació a la variable, no en l'ordre successiu de representació):
{\displaystyle {\begin{array}{rccl}(g\circ f):&X&\longrightarrow &Z\\&x&\longmapsto &z=g(f(x))\end{array}}}
A tots els elements de X se li associa un element de Z segons: {\displaystyle z=g(f(x))}.
{\displaystyle {\begin{array}{rclcl}X&\longrightarrow &Y&\longrightarrow &Z\\x&\longmapsto &y=f(x)&\longmapsto &z=g(f(x))\end{array}}}
També es pot representar de manera gràfica usant la categoria de conjunts, mitjançant un diagrama commutatiu:

## Exemple
Com a exemple, suposeu que l'elevació d'un avió a l'instant t és donada per la funció h(t) i que la concentració d'oxigen a l'elevació x ve donada per la funció c(x).
Llavors (c∘h)(t) dona la concentració d'oxigen al voltant de l'avió a l'instant t.

## Potències funcionals
Si {\displaystyle Y\subseteq X} aleshores {\displaystyle f:X\rightarrow Y} es pot compondre amb si mateixa; a vegades això s'escriu amb la notació {\displaystyle f^{2}\,}. Així:
{\displaystyle (f\circ f)(x)=f(f(x))=f^{2}(x)}
{\displaystyle (f\circ f\circ f)(x)=f(f(f(x)))=f^{3}(x)}
De la composició repetida d'una funció amb si mateixa se'n diu iteració de la funció. Les funcions iterades apareixen de manera natural en l'estudi dels fractals i dels sistemes dinàmics.
La notació de potències funcionals se segueix de manera immediata:
- Per a nombres naturals, és {\displaystyle f\circ f^{n}=f^{n}\circ f=f^{n+1}}.
- Per convenció, el cas del zero es pren {\displaystyle f^{0}=id_{X}\,}, és a dir, és la funció identitat en el domini de {\displaystyle f}.
- Si {\displaystyle f:X\rightarrow X} admet inversa, es defineixen les potències funcionals negatives {\displaystyle f^{-k}\,} {\displaystyle (k>0\,)} com la potència oposada de la funció inversa, {\displaystyle (f^{-1})^{k}\,}.

En alguns casos, encara que r no sigui enter es pot trobar una expressió per a f r(x) a partir de l'algorisme per calcular f. D'això se'n diu iteració fraccionària. Un exemple senzill podria ser quan f és la funció successor, f(x) = x + 1, perquè llavors f r(x) = x + r.

### Confusió notacional
Pot ser perillosa la notació de potències funcionals perquè pot dur a confusió en el cas següent: Si una funció f pren els seus valors en un anell i en particular pel cas de funcions reals i complexes, la notació f n pot referir-se també a la potència n-èsima del resultat de f. És a dir, f²(x) = f(x) · f(x).
Per a funcions trigonomètriques, aquest segon significat és l'habitual, especialment amb exponents positius. És a dir, sin²(x) = sin(x) · sin(x).
Per als exponents negatius (especialment −1), la confusió és especialment problemàtica i depèn de l'autor. Així doncs, la notació cos−1(x) pot referir-se tant a la funció inversa acos(x) com a la funció sec(x) = 1 / cos(x), malgrat que aquestes dues alternatives (l'arccosinus i la secant) són funcions molt diferents.

## Monoide composició
Suposeu que es tenen dues (o més) funcions f: X → X, g: X → X que tenen el mateix domini i codomini. Llavors es poden formar llargues i potencialment complicades cadenes d'aquestes funcions a base de compondre-les entre elles, com ara, f∘f∘g∘f. Aquestes llargues cadenes tenen l'estructura algebraica d'un monoide, de vegades se'n diu el monoide composició. En general, els monoides composició poden tenir estructures remarcablement complicades. Un exemple particularment notable és la corba de De Rham. Del conjunt de totes les funcions f: X → X se'n diu el semigrup de transformació completa de X.
Si les funcions són bijectives, llavors el conjunt de totes les possibles transformacions d'aquestes funcions forma un grup; i es diu que és el generat per aquestes funcions.
El conjunt de totes les funcions bijectives f: X → X d'un conjunt X forma un grup respecte de l'operador composició. Aquest és el grup simètric del conjunt X.

## Notació alternativa
A mitjan segle xx, alguns matemàtics varen decidir que el fet d'escriure "g∘f" per a dir "primer apliqueu f, després apliqueu g" era massa confús i varen decidir de canviar les notacions. Escriviren "xf" per "f(x)" i "xfg" per "g(f(x))". Això pot ser més natural i sembla més senzill que escriure funcions des de l'esquerra en algunes àrees. Altres autors fins i tot van emprar la notació "g∘f" per al que en aquest article s'ha denotat "f∘g". En Teoria de categories també es fa servir f;g amb el significat de g∘f. El resultat de tot plegat és que existeixen diverses notacions que poden ser contradictòries, i que cal comprovar bé quina està utilitzant cada autor per a entendre'l.

## Operador composició
Donada una funció g, l'operador composició {\displaystyle C_{g}} es defineix com aquell operador que aplica funcions a funcions com
{\displaystyle C_{g}f=f\circ g.}
Els operadors composició s'estudien en el camp de la teoria d'operadors.